# Manifestis probatum
Manifestis probatum was een pauselijke bul, uitgevaardigd in 1179 door paus Alexander III, waarin de onafhankelijkheid van Portugal als koninkrijk erkend werd.

## Voorgeschiedenis
Al sinds het einde van de 11e eeuw had het noordelijk deel van Portugal zich onafhankelijk verklaard van het koninkrijk Galicië onder leiding van een hertog. Alfons Henriques’ ambities gingen echter verder, dan alleen de heerschappij van Portucale en Coimbra. Evenals zijn tegenstanders in de koninkrijken León en Castilië had hij zich voorgenomen actief deel te nemen aan de Reconquista. Bij de beslissende Slag bij Ourique (26 juli 1139) werden de Moren verslagen en werd Alfons door zijn soldaten uitgeroepen tot koning van Portugal.
Om als onafhankelijk koninkrijk erkend te worden,was naast de erkenning van andere landen ook de toestemming nodig van de Rooms-Katholieke Kerk. Om dit laatste te bewerkstelligen stuurde Alfons diplomaten naar de paus, begon hij binnen Portugal kerkelijke structuren te verwezenlijken (bouw van kloosters, verlenen van privileges aan kloosterordes) en verzekerde hij de paus om alles in het werk te stellen om de Moren definitief uit zijn land te verdrijven.
Uiteindelijk besloot paus Alexander III in 1179, onder andere ook door de aanbeveling van de Orde van Cluny, via de bul Manifestis Probatum de onafhankelijkheid van Portugal te erkennen evenals de claim van Alfons op de koningskroon. Door dit besluit was Portugal veilig voor eventuele pogingen van annexatie door León en Castilië. 